# Symboliczny Cmentarz Ofiar Tatr Zachodnich

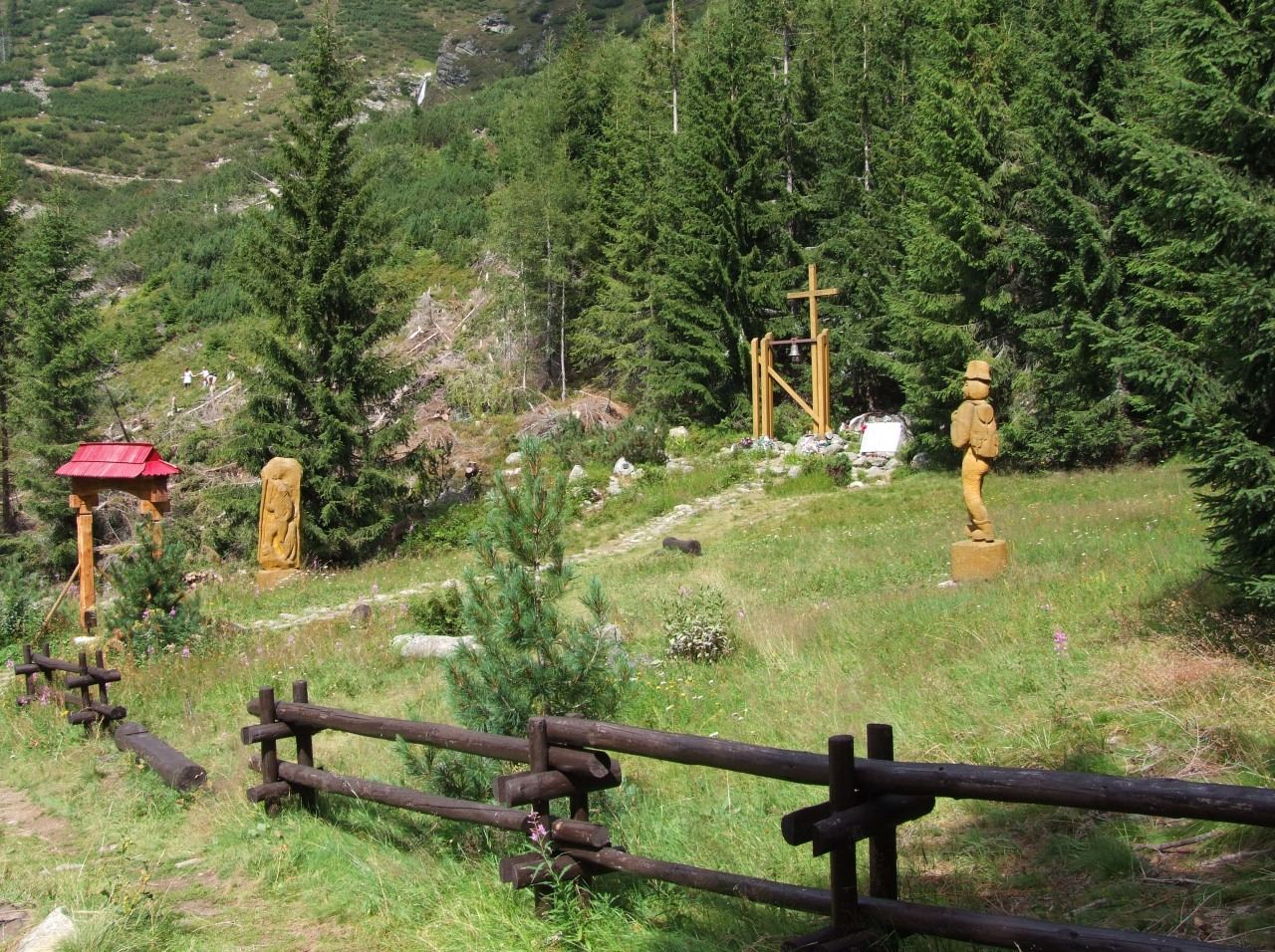
Symboliczny Cmentarz Ofiar Tatr Zachodnich

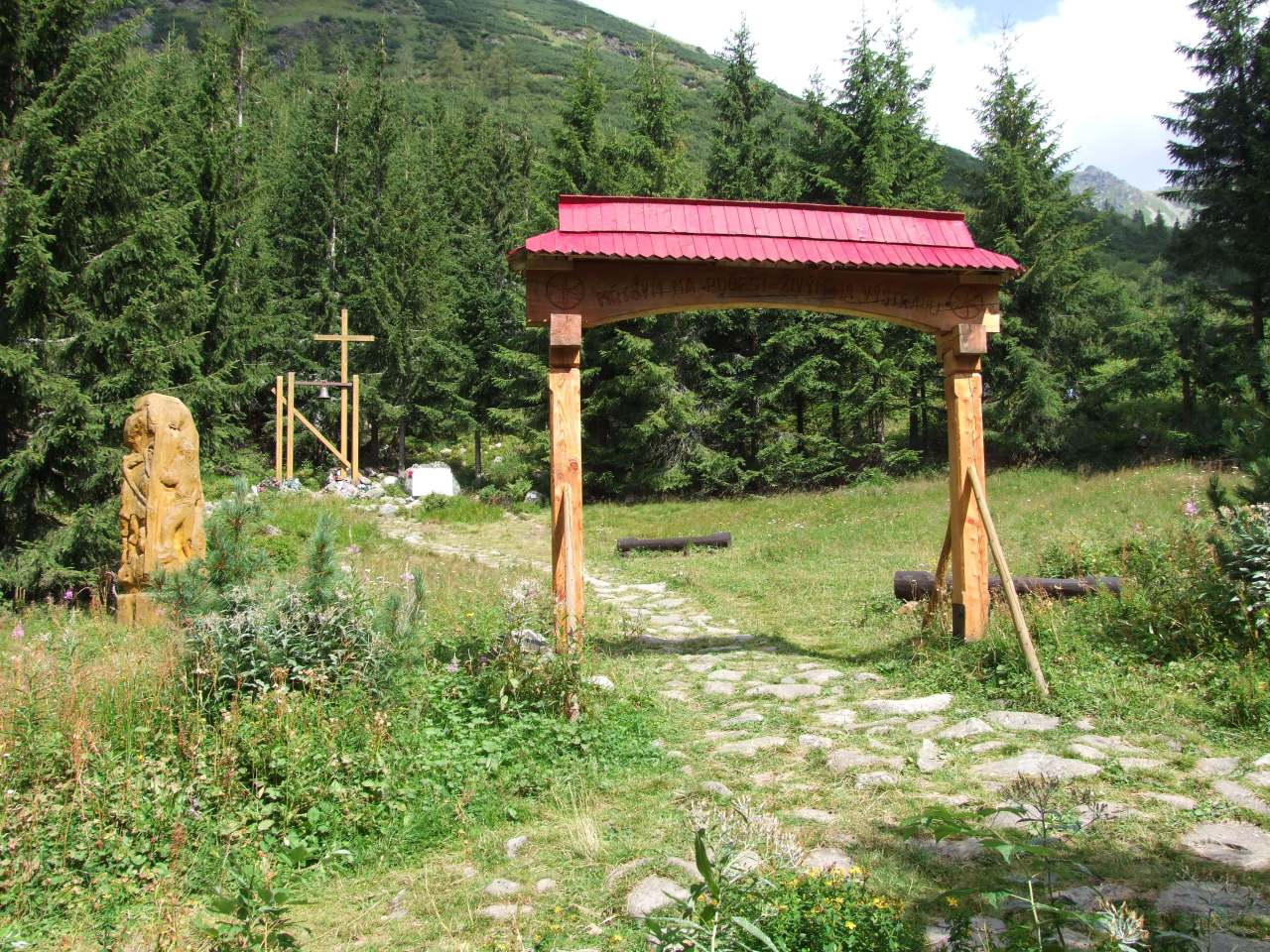
Symboliczny Cmentarz

Symboliczny Cmentarz Ofiar Tatr Zachodnich (słow. Symbolický cintorín) – symboliczny cmentarz poświęcony ofiarom Tatr Zachodnich, ludziom, którzy zginęli tutaj w wyniku np. lawin czy innych wypadków górskich.

## Opis
Znajduje się w Dolinie Żarskiej, w odległości ok. 2 min drogi za Schroniskiem Żarskim, przy zielonym szlaku turystycznym od Schroniska Żarskiego na Banówkę. Położony jest na niewielkiej równi i skalistym zboczu nad nią. Na ogrodzonym niewielkim placu znajduje się tutaj drewniana konstrukcja i sześciometrowej wysokości krzyż, kilka drewnianych rzeźb, duża kamienna płyta i kilka symbolicznych nagrobków. W 1995 na płycie umieszczonych było 80 tabliczek z nazwiskami ofiar Tatr Zachodnich, w 2009 było ich 114. Lista ta jest jednak niepełna i zawiera wykaz nazwisk tylko tych ludzi, którzy zginęli po słowackiej stronie Tatr.
Symboliczny cmentarz zaprojektowany został przez Milana Marenčaka i otwarty w październiku 1995. Decyzję o jego utworzeniu przyspieszył głośny na Słowacji wypadek śmierci pod lawiną 18 marca 1995 roku czeskiego ministra Josefa Vavrouška i jego córki.

## Szlaki turystyczne
– zielony szlak od Schroniska Żarskiego obok Szarafiowej Siklawy przez Jałowiecką Przełęcz na Banówkę. Czas przejścia: 3 h, ↑ 2 h